# My Best Friend's Birthday
My Best Friend's Birthday es una película independiente en blanco y negro dirigida por Quentin Tarantino, escrita por el propio Tarantino y Craig Hamann. Fue creada durante la juventud de ambos, cuando trabajaban juntos en el videoclub Video Archives de Manhattan Beach, California. El proyecto comenzó en 1984 cuando Hamman escribió un pequeño guion de 30-40 páginas sobre un joven que intentaba hacer algo bueno para el cumpleaños de su amigo, al que su novia había dejado.
Tarantino se unió al que es su primer proyecto como guionista y director. Él y Hamann ampliaron el guion a unas ochenta páginas. Con un presupuesto estimado de 5000 dólares, grabaron el film en 16 mm durante más de tres años. Hamman y Tarantino protagonizaron la película junto a distintos compañeros de clase y trabajadores del videoclub como Rand Vossler y Roger Avary. En un principio la película tenía una duración de casi 70 minutos pero un incendio dejó en 34 minutos el cortometraje. El resultado final ha sido mostrado en diferentes festivales de cine pero nunca ha sido publicada oficialmente.
Aunque nunca fue completado, muchos elementos de My Best Friend's Birthday fueron reutilizados por Tarantino para futuros trabajos, destacando la película de Tony Scott de 1993 titulada True Romance. Dicha película desarrolla en profundidad el personaje de Clarence y el monólogo que Tarantino interpreta originalmente en esta primera producción cinematográfica.

## Curiosidades
- Fue la base de la película True Romance de 1993.[2]
- La versión completa de la película se destruyó en un incendio durante su edición. La versión que sobrevivió fue mostrada a un grupo reducido de personas en 1987.[2]
- El actor Allen Garfield era profesor de Tarantino, motivo por el cual formó parte del cortometraje. Éste fue grabado entre 1984 y 1987.[2]
- Actualmente tiene ficha en IMDb con una nota cercana al 6.[3]
- En 2019, el productor Rand Vossler publicó el libro El cumpleaños de mi mejor amigo: la realización de una película de Quentin Tarantino , donde se relata la producción de la cinta. En él se puede leer la siguiente cita:"El incendio nunca sucedió. Perdimos algunas imágenes, pero el incendio nunca sucedió. Cuando procesamos el lote inicial de metraje en Hollywood Film Enterprises hubo un corte de energía. Aproximadamente un rollo y medio de nuestro metraje original fue destruido (...) Así que no hubo fuego en el laboratorio. Eso fue completamente inventado, pero fue lo que Quentin dijo para embellecer un poco su historia" [4]